# Mesapamea brunnea
Mesapamea brunnea là một loài bướm đêm trong họ Noctuidae.